# Muzeum Boženy Němcovej w Červeným Kostelcu
Muzeum Boženy Němcovej w Červeným Kostelcu – muzeum czeskiej pisarki Boženy Němcovej znajdujące się w Červenym Kostelcu w domu, w którym mieszkała pisarka od listopada 1837 do końca kwietnia 1838.
W 1837 r. Barbora Novotná wyszła za mąż za dużo starszego od siebie urzędnika celnego w Červenym Kostelcu Josefa Němca. Jesienią 1837 małżonkowie wynajęli małe mieszkanie w domu kupca Augustina Hůlka. Warunki życiowe okazały się trudne. Przyszła pisarska wykorzystała pobyt w Červenym Kostelcu na obserwowanie mieszkańców małego miasteczka. Wielu z nich zostało sportretowanych w opowiadaniu Chudí lidé. Znajduje się w nim także opis domu. Był biały z zielonymi okiennicami. Sklep był pełen towarów, a nad ladą wisiały dwie syreny. Za sklepem znajdowała się letnia kuchnia. W sklepie i mieszkaniu było zawsze czysto. Pan domu Augustin Hůlek należał do najważniejszych mieszczan i znany był ze swego poczucia humoru. Jego rodzina żyła skromnie nie zapominając o ubogich. Małżonkowie byli bezdzietni, ale wychowywali swoją osierocą krewną. Jej mąż otworzył później w domu urząd pocztowy. Wieczorem Božena Němcová siadała przy oknie i czekała aż z otwartych okien pobliskiego kościoła będzie słychać grającego na skrzypcach Augustina Purma, który ją uczył w szkole w Českiej Skalice.
W kwietniu 1838 Josef Němec został służbowo przeniesiony i rodzina wyprowadziła się z Červenego Kostelca. W 1912 r. na budynku odsłonięto tablicę pamiątkową. W 1942 r. na poddaszu urządzono małą ekspozycję. Działaczom miejscowego towarzystwa muzealnego udało się odnaleźć przedmioty z czasów pobytu pisarki, m.in. oryginalną ladę sklepową, którą Božena Němcová używała jako bieliźniarkę. W 1962 r. cały dom przekształcono na muzeum i umeblowano sprzętami z epoki. Na przełomie lat 70. i 80. muzeum było zamknięte z powodu złego stanu technicznego budynku. Później opiekę nad nim objęło muzeum Muzeum Boženy Němcovej w Českiej Skalicy. Od 1999 r. zarządza nim Miejski Dom Kultury w Červenym Kostelecu. W ogrodzie domu znajduje się pomnik postaci z powieści Babunia Wikty, która została pochowana w Červeným Kostelcu.